# Кенжегали
Кенжегали́ (каз. Кенжеғалы) — село у складі Аккайинського району Північноказахстанської області Казахстану. Входить до складу Григор'євського сільського округу.
Населення — 109 осіб (2021; 127 у 2009, 201 у 1999, 245 у 1989).
Національний склад станом на 1989 рік:
- казахи — 100 %.

Колишня назва — Кенжагали.